# Campionato asiatico per club (maschile)
Il campionato asiatico per club è una competizione pallavolistica per squadre di club asiatiche e oceaniane maschili, organizzata con cadenza annuale dall'AVC.

## Edizioni
| Edizione                                                           | Edizione           | Podio                 | Podio              | Podio                |
| Anno                                                               | Organizzatore      | Campione              | Seconda            | Terza                |
| ------------------------------------------------------------------ | ------------------ | --------------------- | ------------------ | -------------------- |
| Dal 1999 al 2003 la competizione è denominata Coppa AVC per club   |                    |                       |                    |                      |
| 1999 Dettagli                                                      | Hefei              | Sichuan               | Samsung Bluefangs  | Paykan               |
| 2000 Dettagli                                                      | Suphanburi         | Samsung Bluefangs     | Paykan             | Bayi                 |
| 2001 Dettagli                                                      | Shehong            | Samsung Bluefangs     | Suntory Sunbirds   | Shanghai             |
| 2002 Dettagli                                                      | Teheran            | Paykan                | Sanam Teheran      | Atıraw               |
| 2003                                                               | -                  | Non disputata         | Non disputata      | Non disputata        |
| Dal 2004 la competizione è denominata campionato asiatico per club |                    |                       |                    |                      |
| 2004 Dettagli                                                      | Teheran            | Sanam Teheran         | Paykan             | Atıraw               |
| 2005 Dettagli                                                      | Islamabad          | Rahat                 | Saipa              | Shanghai             |
| 2006 Dettagli                                                      | Hanoi              | Paykan                | Rahat              | Jakarta BNI          |
| 2007 Dettagli                                                      | Manama             | Paykan                | Al-Hilal           | Al-Arabi             |
| 2008 Dettagli                                                      | Almaty             | Paykan                | Rahat              | Suntory Sunbirds     |
| 2009 Dettagli                                                      | Dubai              | Paykan                | Al-Hilal           | Al-Arabi             |
| 2010 Dettagli                                                      | Zhenjiang          | Paykan                | Al-Arabi           | Panasonic Panthers   |
| 2011 Dettagli                                                      | Palembang          | Paykan                | Rahat              | Shanghai             |
| 2012 Dettagli                                                      | Shanghai           | Al-Arabi              | Shanghai           | Kalleh Mazandaran    |
| 2013 Dettagli                                                      | Teheran            | Kalleh Mazandaran     | Al-Rayyan          | Taiwan Power         |
| 2014 Dettagli                                                      | Pasay              | Matin Varamin         | Al-Rayyan          | Beijing              |
| 2015 Dettagli                                                      | Taipei             | Taichung Bank         | Al-Arabi           | Paykan               |
| 2016 Dettagli                                                      | Naypyidaw          | Sarmayeh Bank         | Al-Arabi           | Toyoda Trefuerza     |
| 2017 Dettagli                                                      | Nam Dinh/Ninh Bình | Sarmayeh Bank         | Toyoda Trefuerza   | Al-Arabi             |
| 2018 Dettagli                                                      | Naypyidaw          | Khatam Ardakan        | Atıraw             | Wapda                |
| 2019 Dettagli                                                      | Taipei             | Matin Varamin         | Panasonic Panthers | Al-Rayyan            |
| 2020                                                               | -                  | Non disputato         | Non disputato      | Non disputato        |
| 2021 Dettagli                                                      | Nakhon Ratchasima  | Foolad Sirjan Iranian | Al-Arabi           | Burevestnik Alma-Ata |
| 2022 Dettagli                                                      | Teheran            | Paykan                | Suntory Sunbirds   | Shahdab Yazd         |

## Palmarès per club
| Squadra               | Titolo | Edizione                                       |
| --------------------- | ------ | ---------------------------------------------- |
| Paykan                | 8      | 2002, 2006, 2007, 2008, 2009, 2010, 2011, 2022 |
| Samsung Bluefangs     | 2      | 2000, 2001                                     |
| Matin Varamin         | 2      | 2014, 2019                                     |
| Sarmayeh Bank         | 2      | 2016, 2017                                     |
| Sanam Teheran         | 1      | 2004                                           |
| Rahat                 | 1      | 2005                                           |
| Sichuan               | 1      | 1999                                           |
| Al-Arabi              | 1      | 2012                                           |
| Kalleh Mazandaran     | 1      | 2013                                           |
| Taichung Bank         | 1      | 2015                                           |
| Khatam Ardakan        | 1      | 2018                                           |
| Foolad Sirjan Iranian | 1      | 2021                                           |

## Palmarès per nazioni
| Nazione       | Titolo |
| ------------- | ------ |
| Iran          | 16     |
| Corea del Sud | 2      |
| Qatar         | 1      |
| Kazakistan    | 1      |
| Cina          | 1      |
| Taipei cinese | 1      |